# Stor-Älgtjärnen, Västerbotten
Stor-Älgtjärnen är en sjö i Vindelns kommun i Västerbotten och ingår i Umeälvens huvudavrinningsområde. Sjön har en area på 0,196 kvadratkilometer och ligger 261,1 meter över havet.

## Delavrinningsområde
Stor-Älgtjärnen ingår i det delavrinningsområde (716288-168441) som SMHI kallar för Utloppet av Struten. Medelhöjden är 278 meter över havet och ytan är 11,39 kvadratkilometer. Räknas de 3 avrinningsområdena uppströms in blir den ackumulerade arean 15,66 kvadratkilometer. Hjuksån som avvattnar avrinningsområdet har biflödesordning 3, vilket innebär att vattnet flödar genom totalt 3 vattendrag innan det når havet efter 138 kilometer. Avrinningsområdet består mestadels av skog (75 procent). Avrinningsområdet har 1,78 kvadratkilometer vattenytor vilket ger det en sjöprocent på 15,6 procent.